# 4Y busz (Nyíregyháza)
A nyíregyházi 4Y jelzésű autóbusz a 4-es buszvonal elágazójárata, az Autóbusz-állomás és Oros, temető között közlekedik. Megállóinak száma Oros, temető felé 21, az Autóbuszállomás felé 22 db. A vonalat a Volánbusz üzemelteti.

## Útvonal
Oros, temető felé:
Autóbusz-állomás - Mező u. 5. - Rákóczi u. 50. - Búza tér - Vay Ádám krt. - Kodály Zoltán Ált. Iskola - Bujtos u. - Rendelőintézet - Sport u. - Gomba u. - Tujafa u. - Naspolya u. - Szarkaláb u. - Élet u. - Orosi elág. - Oros, Szállási u. - Oros, Vezér u. - Oros, Magyar u. 5. - Oros, Magyar u. 61. - Oros, temető
Autóbusz-állomás felé:
Oros, temető - Oros, Magyar u. 61. - Oros, Magyar u. 5. - Oros, Vezér u. - Oros, Szállási u. - Orosi elág. - Élet u. - Szarkaláb u. - Naspolya u. - Tujafa u. - Gomba u. - Sport u. - Rendelőintézet - Bujtos u. - Kodály Zoltán Ált. Iskola - Vay Ádám krt. - Búza tér - Rákóczi u. 50. - Mező u. 5. - Konzervgyár - Autóbusz-állomás